# L'Horizon à l'envers
 (septembre 2017).
Si vous disposez d'ouvrages ou d'articles de référence ou si vous connaissez des sites web de qualité traitant du thème abordé ici, merci de compléter l'article en donnant les références utiles à sa vérifiabilité et en les liant à la section « Notes et références ».
L'Horizon à l'envers est le dix-septième roman de l'écrivain français Marc Levy. Il paraît le 11 février 2016 aux éditions Robert Laffont-Versilio.

## Résumé
L’Horizon à l’envers est l’histoire d’un trio d’étudiants en neurosciences.
Josh, Luke et Hope tentent d’établir une carte informatique de l’ensemble des connexions du cerveau, cherchant à collecter toutes les informations contenues dans la mémoire d’un humain, son intelligence.
Une partie de l’intrigue se développe autour de leurs recherches, car lorsque l’un des trois est confronté à une mort imminente, ils décident ensemble d’explorer l’impossible et de réaliser leur rêve le plus fou.

## Éditions
Éditions imprimées
- Marc Levy, L'Horizon à l'envers : roman, Paris, Robert Laffont et Versilio, 11 février 2016, 418 p., 24 cm (ISBN 978-2-221-15784-8)Édition originale en grand format.